# 8633 Keisukenagao
8633 Keisukenagao è un asteroide della fascia principale. Scoperto nel 1981, presenta un'orbita caratterizzata da un semiasse maggiore pari a 3,1398717 UA e da un'eccentricità di 0,1714019, inclinata di 8,89415° rispetto all'eclittica.